# Houston Chronicle
El Houston Chronicle és el periòdic diari més gran de Houston, Texas, Estats Units, té la seu a l'edifici Houston Chronicle Building a la 801 Texas Avenue, Houston., és el tercer diari més gran dels Estats Units referit per la seva circulació els diumenges 
El Houston Chronicle és propietat de la Hearst Corporation. Dona ocupació a 2.000 persones incloent a uns 300 periodistes editors i fotògrafs. El Chronicle té oficines a Washington, D.C. i a Austin. La seva web té de mitjana 75 milions de visites.
Aquest periòdic serveix com diari de referència ("newspaper of record") de la zona de Houston.